# Cadulus aequatorialis
Cadulus aequatorialis är en blötdjursart som beskrevs av Jaeckel 1932. Cadulus aequatorialis ingår i släktet Cadulus och familjen Gadilidae. Inga underarter finns listade i Catalogue of Life.